# Кайдзука

Ка́йдзука (яп. 貝塚市, かいづかし, МФА: [kai̯d͡zuka ɕi̥]?) — місто в Японії, в префектурі Осака.     Отримало статус міста 1943 року. Площа становить 43,99 км². Станом на 1 липня 2012 року населення складало 90 391  осіб, густота населення — 2050 осіб/км².     

## Демографія
За даними перепису населення Японії, населення Кайдзука збільшувалось до 1980 року після чого вирівнялось. Станом на 1 жовтня 2020 року населення складало 84 443 осіб, густота населення — 1922 осіб/км².

## Історія
Кайдзука отримало статус міста 1 травня 1943 року.